# Mariano Armentano
Mariano Andrés Armentano Lepera (nacido el 12 de julio de 1974 en Buenos Aires, Argentina) es un exfutbolista argentino que se desempeñaba como delantero. Su último equipo fue Rayo Vallecano de España. Actualmente se desempeña como Gerente de fútbol Profesional en el club que lo vio surgir Vélez Sarsfield.

## Clubes
| Club             | País      | Año       |
| ---------------- | --------- | --------- |
| Vélez Sársfield  | Argentina | 1991-1994 |
| Estudiantes (LP) | Argentina | 1994-1995 |
| Racing Club      | Argentina | 1995-1996 |
| FC Basel         | Suiza     | 1996-1997 |
| Vélez Sársfield  | Argentina | 1997-1998 |
| Rosario Central  | Argentina | 1998      |
| Elche CF         | España    | 1998-2000 |
| Osasuna          | España    | 2000-2002 |
| Elche CF         | España    | 2002-2003 |
| Algeciras CF     | España    | 2003-2004 |
| Córdoba CF       | España    | 2004-2005 |
| Rayo Vallecano   | España    | 2005-2007 |

## Palmarés
| Título               | Club                    | País      | Año  |
| -------------------- | ----------------------- | --------- | ---- |
| Primera "B" Nacional | Estudiantes de La Plata | Argentina | 1995 |